# Marbre rouge de Vérone

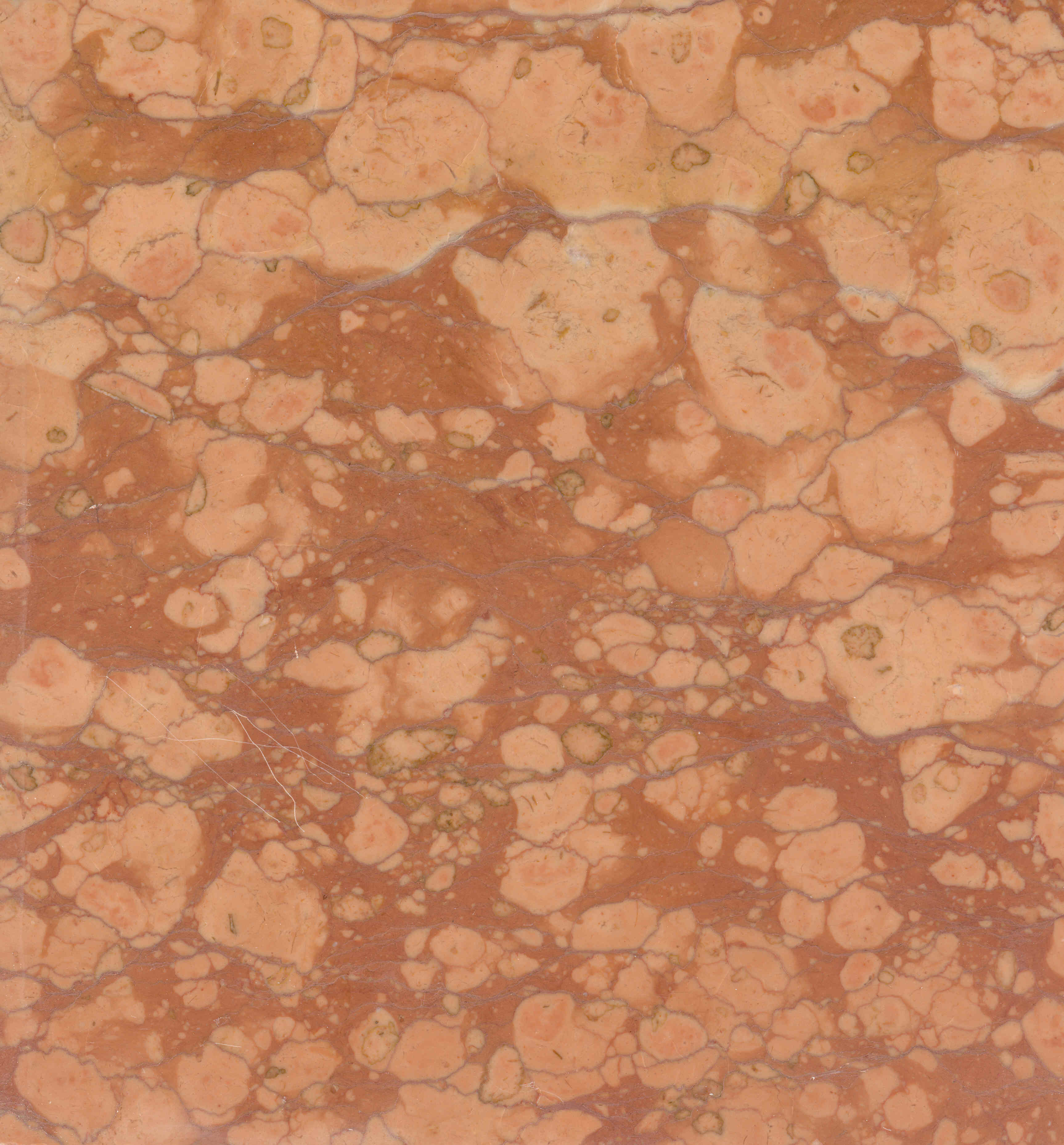
Marbre rouge de Vérone

Le marbre rouge de Vérone (Marmo rosso di Verona en italien) est la plus connue des pierres ornementales extraites des calcaires noduleux rouges, dits de faciès ammonitico rosso.
Ce calcaire est extrait dans de nombreuses carrières de la province de Vérone, en Vénétie, près de la petite ville de Sant’Ambrogio di Valpolicella qui lui donne son autre nom de Marbre de Sant’Ambrogio.

## Géologie
Le terme « marbre » est impropre pour le marbre rouge de Vérone qui est un calcaire non métamorphisé.
Ces calcaires ammonitico rosso, d’âge essentiellement jurassique, se sont déposés sur des hauts-fonds pélagiques dans l’ancien océan Téthys. Il s’agit de calcaires fins, plus ou moins argileux, à structure noduleuse, souvent très riches en fossiles dont de nombreuses ammonites.

## Utilisation
Le « marbre » rouge de Vérone est particulièrement décoratif, par sa variété de nuances de rouges, mais parfois aussi ses colorations jaunâtres ou verdâtres. La différence de couleurs entre les nodules, souvent plus clairs, et la matrice calcaire sont caractéristiques. Elle s’exprime particulièrement bien sur les blocs polis et lustrés où apparaissent également les spirales de sections d’ammonites.
En plus de leurs qualités esthétiques, le marbre rouge de Vérone et, de manière plus générale, les calcaires de l’ammonitico rosso italien, comme ceux des provinces de Brescia (rosso ammonitico lombardo) et de Padoue, ont une texture extrêmement dure et solide.
Ces calcaires ont ainsi été largement utilisés, au moins depuis l’époque romaine, dans toute l’Italie et en Europe. On les retrouve aussi bien dans l’architecture que dans la statuaire.

## Architecture
Exemples :
- Arènes et Pont de pierre romain de Vérone ;
- Basilique San Zeno de Vérone ;
- Baptistère de Parme ;
- Baptistère de Crémone ;
- Cappella Colleoni de Bergame ;
- Basilique San Petronio de Bologne ;
- Basilique Saint-Marc de Venise...

Et aussi en Autriche et en Allemagne.

## Statuaire
Exemples :
- Sarcophage de Cansignorio della Scala (seigneur de Vérone) ;
- Sarcophage de l’évêque Berardo Maggi, Duomo Vecchio de Brescia...

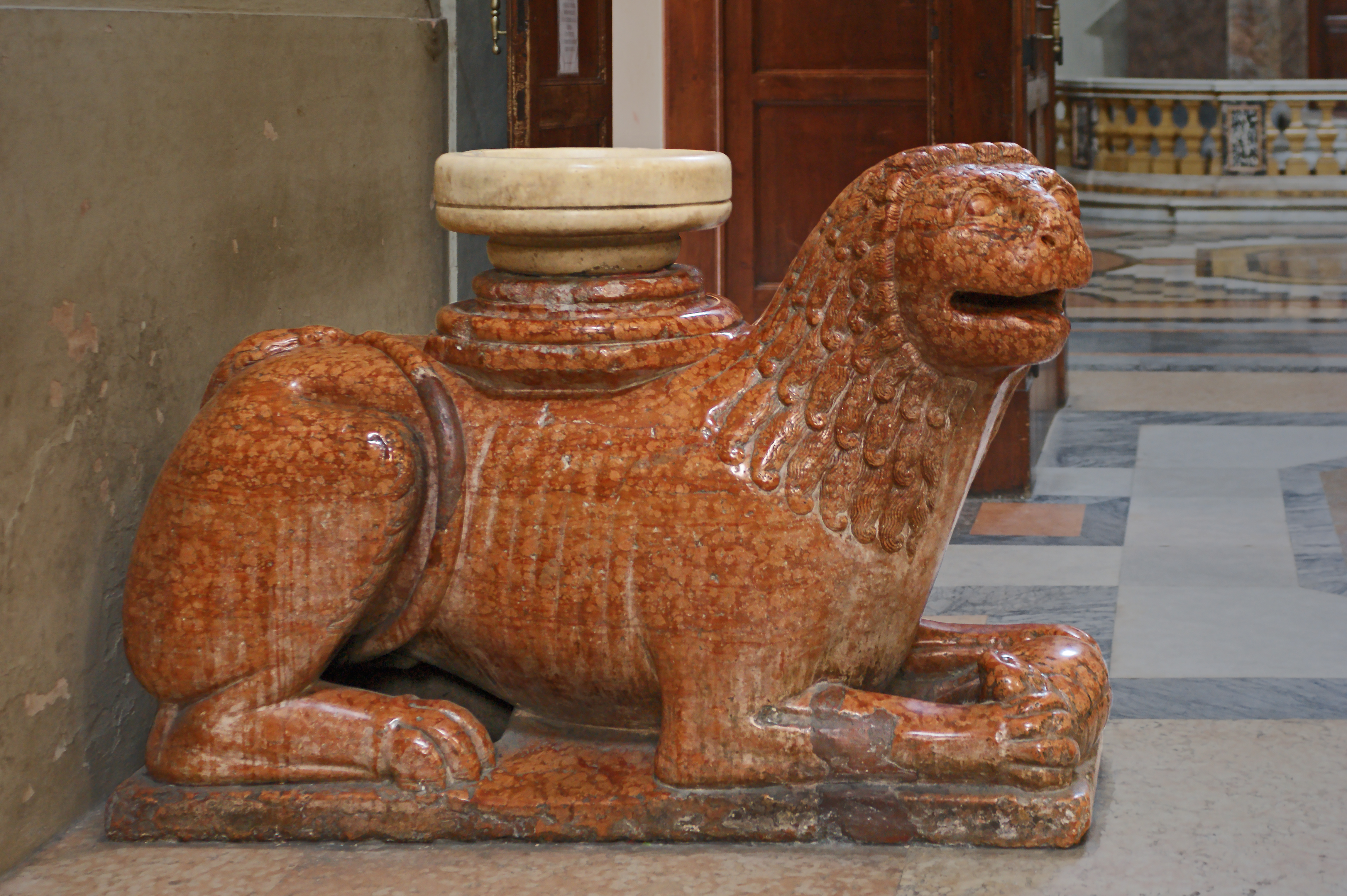
Bénitier de la cathédrale de Bologne
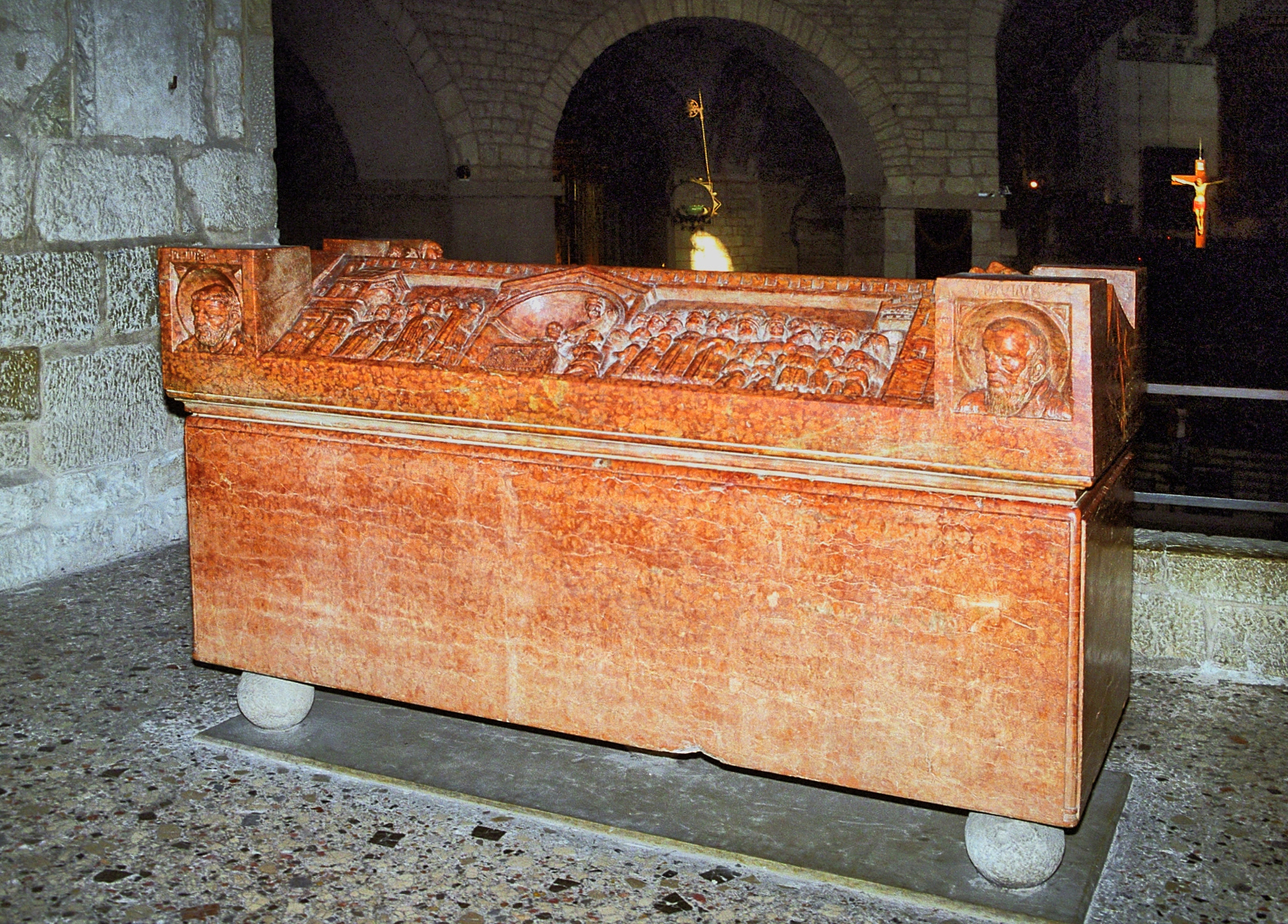
Sarcophage de l'évêque Berardo Maggi, Duomo Vecchio de Brescia.
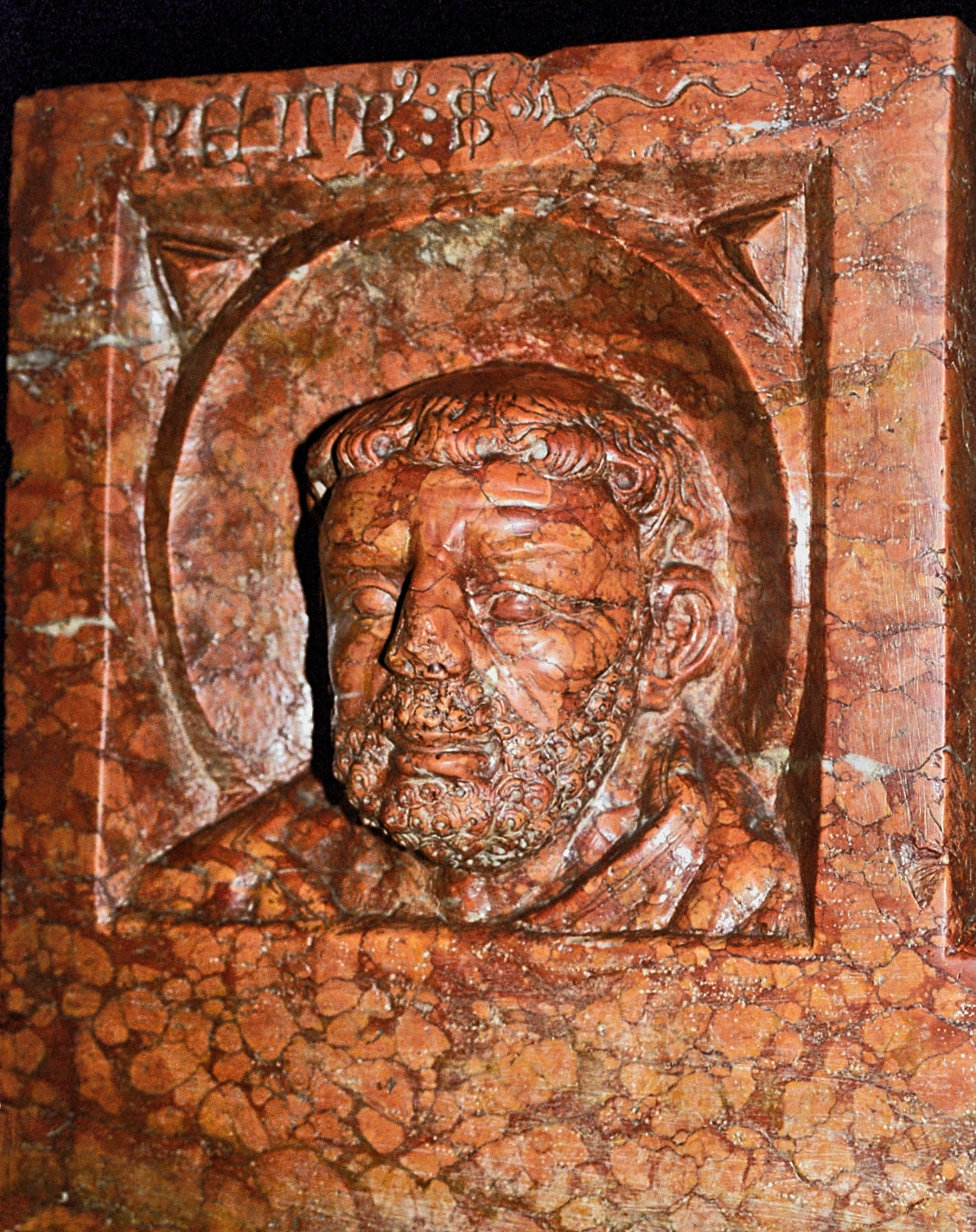
Détail du sarcophage de Berardo Maggi, Duomo Vecchio de Brescia : saint Pierre.